# Touhfat Mouhtare
Touhfat Mouhtare là một nhà văn người Comoros.
Sinh ra ở Comoros, Mouhtare đã sống ở nhiều quốc gia khác nhau ở Châu Phi và học tại Pháp, nơi cô nhận bằng tốt nghiệp ngoại ngữ từ Sorbonne. Cô là nhà văn văn xuôi phụ nữ Comorian xuất bản thứ hai, sau Coralie Frei, và cũng đã viết thơ. Ames suspendues, một bộ tiểu thuyết, đã được xuất bản vào năm 2011. Cô cũng đã xuất bản bài viết về các chủ đề khác nhau.